# هوارد تيمن
هوارد تيمن (بالإنجليزية: Howard Martin Temin)‏ ـ ((10 ديسمبر 1934 – 9 فبراير 1994)) عالم وراثة أمريكي. اكتشف إنزيم المنتسخة العكسية بجامعة ويسكونسن ماديسون في سبعينات القرن العشرين، وحصل لذلك على جائزة نوبل في الطب أو الفيزيولوجيا عام 1975، مشاركة مع كل من دولبيكو وبلتيمور.

## بداية حياته وتعليمه
وُلد تيمن في فيلادلفيا، بنسلفانيا لوالدين يهوديين هما أنيت (ليمان) (التي كانت ناشطة) وهنري تيمن الذي كان محاميًا. وشارك عندما كان طالبًا في المدرسة الثانوية المركزية في ولاية بنسلفانيا في برنامج مختبر جاكسون الطلابي الصيفي في بار هابور، في مين. وأخبر مدير البرنامج سي. سي. ليتل والديه أن تيمن كان «بلا شك أفضل عالم من بين الطلاب السبعة والخمسين الذين حضروا البرنامج منذ بدايته، ولا يسعني إلّا أن أشعر أنه من المقدّر لهذا الفتى أن يصبح رجلًا عظيمًا في مجال العلوم»، وقال تيمن أن تجربته في مختبر جاكسون هي التجربة الحقيقية التي أثارت اهتمامه بالعلوم.
اعتمدت تربية والدَي تيمن على تعزيز القيم المرتبطة بالعدالة الاجتماعية، والتفكير المستقلّ، وكان هذا واضحًا عليه طوال حياته، وفي احتفال البار متسفا لتيمن (احتفال يهودي يُجرى عندما يصل الطفل إلى عمر الـ13) تبرّعت الأسرة بأموال كانت سُتنفَق على الحفل إلى مخيّم محليّ للنازحين. كان تيمن هو الطالب المسؤول عادة عن إلقاء الخطب في المدرسة، وكرّس خطاباته في ذلك الوقت على قضايا ذات صلة بالأحداث الهامّة عندها كالقنبلة الهيدروجينية، وأخبار وصول الإنسان إلى القمر.
حصل تيمن على درجة البكالوريوس من كلّية سوارثمور في عام 1955، وتخصّص في علم الأحياء، وحصل على درجة الدكتوراه في علم الفيروسات الحيواني من معهد كاليفورنيا للتكنولوجيا في عام 1959.

## مهنته وأبحاثه
تعامل تيمن لأول مرة مع العلوم التجريبية خلال فترة وجوده في معهد كاليفورنيا للتكنولوجيا حين كان طالب دراسات عليا في مختبر الأستاذ ريناتو دولبيكو. كان تيمن قد درس علم الأجنة في جامعة كاليفورنيا للتكنولوجيا، لكنّه غيّر مجال دراسته بعد حوالي سنة ونصف إلى علم الفيروسات الحيواني، فاهتم بمختبر الأستاذ دولبيكو بعد حصوله على فرصة مع هاري روبين، الذي كان زميلًا ما بعد الدكتوراه في مختبر دولبيكو.
درس تيمن في المختبر فيروس ساركومة روس، وهو فيروس يسبب ورمًا يصيب الدجاج، وخلال بحثه عن الفيروس لاحظ أن الطفرات الفيروسية سبّبت تغيرات في صفات الخلية البنيوية، ما دلّه على حدوث اندماج بين جينوم الفيروس، وجينوم الخلية المُصابة، وقد ذكر في أطروحة الدكتوراه أن فيروس ساركومة روس يملك علاقة وثيقة مع جينوم الخلية المصابة، وبعد حصوله على الدكتوراه واصل عمله في مختبر دولبيكو باحثًا ما بعد الدكتوراه.
عيّن مختبر مكاردل لأبحاث السرطان في جامعة ويسكونسن ماديسون تيمن اختصاصي فيروسات في عام 1960، وكان العمل صعبًا في هذا المنصب؛ إذ لم يكن هناك أي اتصال بين علم الفيروسات وأبحاث السرطان، وبالرغم من أنه علم أنه سيعتمد بالكامل على نفسه بسبب عدم وجود أبحاث تتضمن علم الفيروسات والأورام معًا، صرّح بأنه كان واثقًا من نفسه للغاية.
عندما وصل إلى ماديسون لأوّل مرة في عام 1960 وجد مختبرًا غير مُجهّز في الطابق السفلي لمبنى ذي حالة سيئة، ومكتبًا يشبه الخزانة لصغر حجمه، فواصل أبحاثه عن فيروس ساركومة روس في مختبر صديق له في جامعة إلينوي ريثما يُجهَّز مختبر أفضل في ماديسون، التي عاد إليها لاحقًا في نفس السنة، وواصل أبحاثه في مختبره الخاص، وبدأ منصبه أستاذًا مساعدًا.
خلال دراسة تيمن لفيروس ساركومة روس في ماديسون في جامعة كاليفورنيا بدأ بالإشارة إلى المادة الوراثية الفيروسية التي تدخل إلى الخلايا باسم طليعة الفيروس، وباستخدام المضاد الحيوي الأكتينومايسين دي، الذي يثبّط التعبير الجيني للحمض النووي، استطاع أن يحدّد أن طليعة الفيروس هي حمض نووي، وأنها تتوضع ضمن الحمض النووي للخلية المصابة، ما يعني أن فيروس ساركومة روس بطريقة ما يستنسخ حمضًا نوويًا مزدوجًا متمّمًا.
كان تفسير تيمن لكيفية تأثير فيروسات الساركومة على المادة الوراثية للخلية عبر إنزيم النسخ العكسي حدثًا ثوريًّا أزعج الاعتقاد العلمي السائد وقتها الذي طرحه الحائز على جائزة نوبل فرانسيس كريك، أحد مكتشفي بنية الحمض النووي (مع جيمس واتسون، ورزاليند فرانكلين)، فقد ادّعى كريك بأنه لا يمكن لسلسة بروتينية أن تندخل في الحمض النووي (الآر إن إيه والدي إن إيه)، وأن طريق انتقال المعلومات الحصري هو من الحمض النووي إلى الحمض النووي الريبي إلى البروتين، وتجاهل العلماء الكبار عمله، أو أعلنوا أنه مستحيل الحدوث، ولكن بالرغم من نقص الدعم من المجتمع العلمي تابع تيمن بحثه عن دليل يدعم الفكرة.
في 1969 بدأ تيمن، والباحث ما بعد الدكتوراه ساتوشي ميزوتاني بحثًا عن الإنزيم المسؤول عن ظاهرة تحوّل الحمض النووي الريبي الفيروسي (الآر إن إيه) إلى طليعة حمض نووي (دي إن إيه)، وفي نفس السنة اكتشف تيمن أنه يمكن لفيروسات ورمية معينة تحمل قدرة إنزيمية أن تعكس المعلومات من الحمض النووي الريبي إلى الحمض النووي باستخدام النسخ العكسي.
اكتُشف النسخ العكسي أيضًا بشكل مستقلّ، بالتزامن مع ديفيد بالتيمور في معهد ماساتشوستس للتكنولوجيا، وفي عام 1975 تشارك بالتيمور وتيمن جائزة نوبل في علم وظائف الأعضاء في الطب، وأكمل العالمان عملهما على فيروس ساركومة روس.
يُعتبر اكتشاف النسخ العكسي أحد أهم الأحداث في الطب الحديث، لأنه الإنزيم الأساسي في العديد من الأمراض الفيروسية واسعة الانتشار مثل الإيدز، والتهاب الكبد ب، ويشكّل النسخ العكسي عنصرًا هامًا في تقنيات علم الأحياء الجزيئي كتفاعل سلسلة بوليميراز النسخ العكسي، والطب التشخيصي.

### الجوائز والتكريمات
حصل تيمن في عام 1992 على الميدالية الوطنية للعلوم، وانتُخب على أنه عضو أجنبي في الجمعية الملكية للعلوم في عام 1988.
بعد فوزه بجائزة نوبل ركّز تيمن أبحاثه بشكل رئيس على دراسة الحمض النووي الريبي الفيروسي، وتطوير لقاح جديد لفيروس نقص المناعة البشري، ودراسة الآليات المختلفة للفيروسات القهقرية.

## الحياة والعمل بعد جائزة نوبل
بعد حصوله على جائزة نوبل، حظي تيمن باحترام كبير في المجتمع العلمي، وبدأ بتلقي اعترافات دولية بعمله، واستخدم تيمن هذه الشهرة في محاولة لتحسين العالم، ففي أكتوبر عام 1976 ساعد تيمن العلماء في الاتحاد السوفييتي الذين استهدفتهم المخابرات السوفييتية الروسية، فقد جُرّد العلماء اليهود الذين طلبوا تأشيرات للهجرة إلى إسرائيل من عملهم، واضطُهِدوا، وكان تيمن يزورهم، وعائلاتهم شخصيًا، ويعطيهم هدايا يمكن إعادة بيعها لمساعدتهم ماليًا، وقدّم لهم نسخًا من المجلات العلمية التي منعتها عنهم المخابرات السوفييتية الروسية.
مثال آخر عن محاولاته لتحسين العالم، أنه خاطب المدخنين (من بينهم ملكة السويد) في حفل استقبال جائزة نوبل -بعد أن سلّمه الملك كارل غوستاف الجائزة- قائلًا أنه غاضب من عدم تبنّي أحد التدابير الأساسية في منع حدوث الكثير من السرطان، ألا وهو التوقّف عن التدخين على نطاق واسع، وأصرّ على إزالة منفضة السجائر الموجودة على طاولة الفائزين.

## موته وإرثه
استمرّ تيمن بالتدريس، ومتابعة أبحاثه في ماديسون حتى توفي بسبب سرطان الرئة (على الرغم من أنه لم يكن مُدخّنًا) في 9 فبراير عام 1994، وكان متزوّجًا من رايلا، عالمة وراثة في جامعة ويسكونسون ماديسون، ولديه ابنتان، وابنان، بيتر تيمن، وهو أكاديمي أيضًا، ومايكل تيمن، وهو محامٍ.
غُيّر على شرف تيمن اسم الممشى الموجود على طول بحيرة ميندوتا في ماديسون في عام 1998 إلى ممشى هوارد تيمن، فقد عُرف أنه كان يحب المشي، وقيادة الدراجة على طول هذا الممشى.

## روابط خارجية
- هوارد تيمن على موقع الموسوعة البريطانية (الإنجليزية)
- هوارد تيمن على موقع مونزينجر (الألمانية)
- هوارد تيمن على موقع إن إن دي بي (الإنجليزية)